# История на Бразилия
Историята на Бразилия е обект на изучаване от историята, като се фокусира върху развитието ѝ и социалната организация на територията на Бразилия; обхващайки условно периода от пристигането на португалците до днес. Въпреки това, статията съдържа и информация за предисторията на Бразилия, т.е. периода, за който няма писмени сведения за дейностите, осъществявани от коренното население в Бразилия.
Първият европеец стъпил на земята, позната днес като Бразилия е испанецът Висенте Янйес Пинсон на 16 януари 1500. Въпреки това, днес Бразилия се смята за официално открита на 22 април 1500 от португалския губернатор Педру Алвареш Кабрал, който командвайки флота, пътуващ за Индия, акостирал край южния бряг на Баия, конкретно в град Порту Сегуру (в превод – „Сигурно Пристанище“), по-точно в района на Червената корона, където бива проведена първата меса (католическа литургия) в Бразилия. От 1530 г. Португалската корона въвежда колонизационна политика, първоначално с наследствени капитании, след това с централно управление, основано през 1548.
В края на седемнадесети век се откриват богати залежи от злато в настоящите щати Минас Жерайс, Гояс и Мату Гросу, което е било от решаващо значение за уреждане на вътрешните работи на Бразилия. През 1789 г., когато Португалската корона обявява началото на т.нар. Дерама (Derrama) – нов начин за събиране на предполагаеми просрочени данъци от народа, във Вила Рика (днес Ору Прету) избухва Минаското въстание. Бунтът не успява и през 1792 г. един от неговите водачи, Тирадентис бива обесен.
В началото на деветнадесети век, с трансфера на португалското кралско семейство в Бразилия, бягащо от войските на Наполеон Бонапарт, регента Жуау VI отваря пристанищата на страната, позволява работата на заводите и бива основана Централната банка на Бразилия. По този начин страната става „Обединено кралство Португалия, Бразилия и Алгарве“ и Жуау VI, бива коронясан. Скоро след това той се завръща в Португалия, оставяйки най-големият си син, Педру I, като законен владетел на страната.
На 7 септември 1822 г., Дом Педру обявява независимост и управлява до 1831 г., когато е наследен от сина си, Дом Педру II, който тогава е бил пет годишен. През 1840, вече на 14 години дом Педру II е обявен за пълнолетен и коронясан за император през следващата година. В края на първото десетилетие на Втората империя, режимът се стабилизирал. Въстанията в провинциите биват обуздани и последното голямо въстание, Прайейра (Praieira), е потушено през 1849. През същата година императорът премахва търговията с роби. Постепенно европейските работници имигранти ги заменят като работна сила. В геополитически контекст, Бразилия се съюзява с Аржентина и Уругвай, и води война срещу Парагвай. В края на конфликта, почти две трети от населението на Парагвай е убито. Участието на негри и метиси в бразилската армия в Парагвайската война дава голям тласък на аболиционисткото движение и на упадъка на монархията. Малко след това, през 1888 г., принцеса Изабел, дъщеря на Дом Педру II, подписва т. нар. Златен закон, по силата на който се премахва робството. С този акт, оставяйки бившите робовладелци без обезщетения, бразилската империя губи последните си поддръжници.
На 15 ноември 1889 г., е провъзгласена републиката от маршал Мануел Деодору да Фонсека и се дава началото на републиканския период, познат като „Старата република“, до 1930 г. когато идва на власт Жетулиу Варгас. Оттогава, Бразилия навлиза в период на индустриализация и участва във Втората световна война, на страната на САЩ; 20 години след края на войната, под ръководството на ген. Кастелу Бранку е извършен военен преврат, бидейки назначен за президент.
Военният режим, под предлог за борба с подривна дейност и корупцията, ограничава основни конституционни права, медиите биват подложени на преследване и цензура, премахва политическите партии и създава система на двупартийност. След края на военното управление, федерални депутати и сенатори, през 1988 г., провеждат национално учредително събрание, което обнародва новата Конституция, която разширява правата на физическите лица. По този начин в страната е възстановена демокрацията, постига важен икономически напредък и все повече и по-активно участва на международната сцена.

## Периодизация на историята на Бразилия
Историята на Бразилия може условно да бъде разделена на 4 основни периода:
1. Предистория на Бразилия (преди 1500)
2. Колониална Бразилия (от 1500 до 1815)
3. Бразилска империя (от 1822 до 1889)
4. Република (от 1889)

## Предколониален период
При пристигането на португалците през 1500 г. се смята, че сегашната територия на Бразилия (източния бряг на Южна Америка) е била обитавана от 2 милиона туземци, от север на юг.
Местното индианско население е било разделено на големи нации, съставени от няколко етнически групи, по-важните от които са: тупи-гуарани (tupi-guarani), макроже (macro-jê) и арауак (aruaque). Първите са били разделени на гуарани (guaranis), тупиникини (tupiniquins) и тупинамба (tupinambá), сред много други. Индианците тупи са се простирали между днешните щати Риу Гранди ду Сул и Риу Гранди ду Норти. Според Луис да Камара Каскудо, тези индианци са били „първите местни жители, които са имали пряк контакт с колонизаторите“. Земята сега известна като Бразилия е заявена от Португалия през април 1500 г., с пристигането на португалския флот под командването на Педру Кабрал. Португалецът се натъкнал на жители от каменната епоха разделени на няколко племена, мнозинството от които споделяли едно и също езиково семейство, тупи-гуарани, и които воювали помежду си.

## Португалска колонизация и териториално разширение
Колонизацията започва през 1534, когато португалският крал Жуау III разделя територията на дванадесет наследствени капитании, но скоро този режим започва да става проблематичен и през 1549 г. кралят назначава един генерал-губернатор за управление на цялата колония. Португалците асимилират някои от местните племена, докато други са заробени или избити в дълги войни или от европейски болести, за които те не са имали имунитет. В средата на 16 век, захарта, добивана от захарната тръстика, става най-важният износен продукт на Бразилия и за да се справят с нарастващото търсене в международен план, португалците започват да докарват роби от Африка, главно от Ангола.
Чрез войни срещу французите, португалците бавно разширяват своята територия на югоизток, завладявайки Рио де Жанейро през 1567, а на северозапад, Сау Луис, през 1615. По същото време пращат военни експедиции до Амазонията и завладяват британски и холандски крепости, в които установяват свои селища и укрепления. В 1680 достигат до южна Бразилия и основават Колония дел Сакраменто на брега на Риу да Прата, в местността позната тогава като Източният Бряг (днешен Уругвай).
В края на седемнадесети век износа на захар започва да намалява, но откриването на злато от изследователи в региона, по-късно наречен Минас Жерайс около 1693, и следващите десетилетия в сегашните Мато Гросо и Гояс, спасяват колонията от неизбежен икономически колапс. От цяла Бразилия, както и от Португалия, хиляди имигранти идват на работа в мините. Същевременно испанците се опитват да предотвратят разрастването на територията на португалците, която им принадлежала в съответствие с Договора от Тордесиляс от 1494 г., и успяват да си възвърнат Източния Бряг в 1777. Все пак, това постижение е напразно, тъй като Договорът от Сан Илдефонсо, подписан същата година, потвърждава португалския суверенитет над цялата земя, произлизащ от тяхното териториално разширение, очертавайки в основни линии днешните бразилски граници.
В 1808 г., португалското кралско семейство, бягащо от войските на френския император Наполеон Бонапарт, се заселва в град Рио де Жанейро, като по този начин градът става седалище на Португалската империя. В 1815 португалският крал Жуау VI, тогава регент в името на болната си майка, превръща Бразилия от колония в Обединено суверенно кралство с Португалия. В 1809, португалците нахлуват във Френска Гвиана (върната на Франция през 1817) и през 1816, в Източния Бряг, по-късно преименуван на Цисплатин (днешен Уругвай).

## Независимост и империя
Жуау VI се връща в Европа на 26 април 1821 г., оставяйки най-големия си син Педру де Алкантара като регент, да управлява Бразилия. Португалското правителство се опитало отново да превърне Бразилия в колония, лишавайки я от достигнатите постижения от 1808 г. Бразилците отказали да отстъпят и Педру застанал на тяхна страна, обявявайки независимостта на страната от Португалия на 7 септември 1822 г. На 12 октомври, Педру е обявен за първия император на Бразилия и коронован като Педру I на 1 декември същата година.
По това време почти всички бразилци са били на страната на монархията и републиканците се радвали на сравнително малка подкрепа. Последвалата Война за независимост на Бразилия се разпространява в почти всички региони, с битки на север, североизток и юг. Последните португалски войски се предават на 8 март 1824 г. и независимостта е призната от Португалия на 29 август 1825.
Първата бразилска конституция е приета на 25 март 1824 г., след ратифицирането ѝ от общинските съвети в цялата страна. Педру I абдикира на 7 април 1831 и отива в Европа, за да възвърне короната на дъщеря си, оставяйки пет годишен син и наследник, бъдещия Педру II. Тъй като новият император не е могъл да упражни конституционното си право до достигането на пълнолетие, е създаден регентски съвет. Спорове между политическите фракции обаче довеждат до бунтове и едно нестабилно, почти анархическо регентство. Бунтовническите групировки не се надигнали в бунт срещу монархията, въпреки че някои от тях обявили отделянето на провинциите като независими републики, но само докато Педру II е бил непълнолетен. Поради това, Педру II е преждевременно обявен за император и „в Бразилия настъпил половин век на вътрешен мир и бърз материален прогрес“.
Бразилия печели три международни войни по време на 59-годишното управление на Педру II – (Платинската война, Войната на Тройния съюз и Уругвайската война) и става свидетел на утвърждаването на представителната демокрация, дължаща се най-вече на реализацията на последователни избори и отпадането на ограниченията върху печата. Робството се премахва след бавен, но постоянен процес, започнал с прекратяването на международния трафик на роби в 1850 и завършва с окончателното му премахване през 1888 г. След обявяването на независимостта на Бразилия, робското население е в постоянен спад: през 1823, 29% от населението е съставено от роби, докато през 1887 е едва 5 %.
Когато монархията е свалена на 15 ноември 1889 г., преобладавало всеобщо нежелание сред населението за смяната на формата на управление в Бразилия и от друга страна, Педру II по това време е бил много популярен сред поданиците си. Въпреки това, „той е основният, може би единственият отговорен за собственото си сваляне“. След смъртта на двамата си сина, Педру II смята, че „имперският режим е предопределен да приключи с него“. Той почти не полага грижи за съдбата на режима, и не прави нищо, нито позволява някой друг да направи нещо за предотвратяване на последвалия военен преврат. Той бива оглавен от маршал Деодору да Фонсека – бъдещия първи президент на страната, с подкрепата на бивши робовладелци, които негодували от премахването на робството.

## Старата Република и Ерата Варгас
Началото на републиканското правителство е повече от една военна диктатура. Армията доминира правителството, както в тогавашната столица – Рио де Жанейро, така и в отделните щати. Свободата на пресата е премахната и изборите се контролират от правителството. В 1894 г., цивилните републиканци идват на власт, давайки начало на „продължителна гражданска война, финансова катастрофа и некомпетентност на правителството“. През 1902, новите управници започват възвръщането към политиките, провеждани по времето на империята, обещавайки мир и ред в страната и възстановяване на международния престиж на Бразилия. Страната също има успех при подписването на няколко международни договора, разширявайки (напр. с покупката на щата Акре) и гарантирайки бразилските граници.
През 1920 страната е опустошена от различни въстания, подкладени от млади офицери. Десет години по-късно, режимът е отслабен и деморализиран, което позволява на победения кандидат за президент Жетулиу Варгас да дойде на власт чрез преврат и да поеме управлението. Варгас е трябвало да го поеме временно, но вместо това той затваря конгреса, премахва конституцията, управлява с извънредни правомощия и заменя губернаторите на отделните щати с верни нему поддръжници. През 1935 комунистите се разбунтуват навред из страната и правят неуспешен опит за завземане на властта. Комунистическата заплаха служи на Варгас като претекст, за да направи повторен преврат две години по-късно и Бразилия става цялостна диктатура. Потушаването на опозицията е брутално, с повече от 20 000 арестувани; създадени са концентрационни лагери за политическите затворници в отдалечени райони на страната; мъченията, репресиите и цензурата на медиите стават широко разпространена практика от страна на правителствените агенти.
Бразилия остава неутрална по време на първите години от Втората световна война, докато правителството не обявява война на силите от оста през 1942. Варгас праща германски, италиански и японски имигранти в концентрационни лагери, а през 1944 изпраща войски на бойното поле в Италия. С победата на съюзниците през 1945 г. и с края на нацистко-фашиските режими в Европа, положението на Варгас става неудържимо и той бързо е свален чрез военен преврат. Демокрацията е възстановена и генерал Еурику Гаспар Дутра е избран за президент, встъпвайки в длъжност през 1946 г. Варгас се връща на власт през 1951, този път демократично избран, обаче вече неспособен да управлява в демокрация или да се занимава с активна опозиция, извършвайки самоубийство през 1954 г.

## Военен режим и съвременна ера
Няколко кратки временни правителства последвали едно подир друго след самоубийството на Варгас. Жуселину Кубичек става президент през 1956 и взима една помирителна позиция по отношение на политическата опозиция, която му позволява да управлява без големи кризи. Икономиката и индустриалният сектор нарастват значително, но най-голямото му постижение е изграждането на новата столица – Бразилия, открита през 1960 г. Неговият наследник, Жаниу Куадрус подава оставка в 1961, по-малко от година след встъпването му в длъжност. Тогава управлението е поето от неговия вицепрезидент – Жуау Гуларт, който обаче се среща със силна политическа опозиция и е свален от военен преврат през 1964 г., довел до последвалия военен режим.
Новият режим имал за цел да бъде преходен, но постепенно се затваря в себе си и се превръща в пълна диктатура с обнародването на Институционалния акт № 5 през 1968 г. Потушаването на противниците на диктатурата, включително и на градската гериля (guerrilha urbana), става с твърда ръка, но не с жестокостта на други страни от Латинска Америка. Поради извънредния икономически растеж, известен като „Бразилското икономическо чудо“, режимът достига най-високото си ниво на популярност в годините на репресиите.
Генерал Ернесту Гайзел встъпва в длъжност през 1974 и започва проекта си за редемократизация чрез процес, който според него ще бъде „бавен, постепенен и сигурен“. Той слага край на военната индисциплина, която тегне върху страната още от 1889 г., както и на изтезанията на политическите затворници, на цензурата на пресата и накрая, на самата диктатура, след изтичането на срока на действие на Институционалния акт № 5 през 1978 г. Гайзел назначава за свой приемник ген. Жуау Фигейреду, на комуто възлага задачата за завършване на прехода към пълна демокрация.
Военните напускат окончателно властта през 1985, когато Жузе Сарней става президент, но до края на мандата си, той става изключително непопулярен заради икономическата криза и необичайно високата и неуправляема инфлация. Новоизбраното правителство през 1989 г., докарва на власт почти непознатия тогава Фернанду Колор, който по-късно е свален от конгреса през 1992. Колор е наследен от своя вицепрезидент, Итамар Франку за назначаване на Фернанду Енрики Кардозу като финансов министър.
Кардозу създава успешния „Плану реал“, което дава стабилност на бразилската икономика. Фернанду Кардозу е избран за президент през 1994 и повторно през 1998. Мирния преход на властта между него и наследника му – Лула да Силва (избран през 2002 и преизбран през 2006) показа, че Бразилия най-накрая е постигнала така желаната, дългосрочна политическа стабилност.